# Моркам (футбольный клуб)
«Мо́ркам» (полное название — Футбольный клуб «Моркам»; англ. Morecambe Football Club, английское произношение: [ˈmɔːrkəm 'futbɔ:l klʌb]) — английский профессиональный футбольный клуб из одноимённого города в графстве Ланкашир, Северо-Западная Англия. Основан в 1920 году.
Домашний стадион клуба, «Глоуб Арена», вмещает более шести тысяч зрителей.
Выступает в Лиге 2, четвёртом по значимости дивизионе в системе футбольных лиг Англии.

## История

### Зарождение клуба
Футбол в городе впервые появляется на рубеже 20-го века, однако «Моркам» был создан только 7 мая 1920 года. В сезоне 1920/1921 клуб заявляется в Лигу Ланкашира.
Постепенно футбол в городе отвоёвывает популярность у крикета и «Моркам» обретает известность. В самых важных матчах клуба, таких как дерби против «Ланкастер Сити» и «Флитвуд Таун», собиралось более 3000 болельщиков. В конце первого сезона клуб переехал на территорию — «Розберри парк». Спустя несколько лет, после покупки земли тогдашним президентом Б. Кристи, старое название парка и стадиона было изменено и названо в его честь — «Кристи Парк» (в XXI веке клуб переехал на «Глоуб Арена»). В самых первых сезонах клуб выступал нестабильно. Но в сезоне 1924/25 «Моркам» впервые завоевал чемпионский титул в Лиге Ланкашира, после чего последовал успех в Молодёжном Кубке Ланкашира, где в присутствии 30 000 зрителей они одержали победу над старыми противниками из «Чорли».
Б. Кристи завещал территорию клубу в 1927 году и сделал его Обществом с ограниченной ответственностью. 1920-30-е годы прошли в постоянной борьбе за сохранение футбола на северо-западном побережье Англии. Плохие результаты и малые доходы вели клуб к катастрофе.

### Становление клуба и «Золотой век»
Конец 1940-х и почти все 1950-е годы отмечены устойчивым прогрессом и видимым улучшением в игре команды. Именно тогда, в 1956 году, играющим тренером был назначен Кен Хортон. Хотя успех был ещё впереди, основа для будущего уже закладывалась. Период с 1960 по1974 гг. может обоснованно считаться золотым веком для «Моркама». В этот период клуб дошёл до 3-го раунда Кубка Англии (сезон 1961/1962), а также завоевал Кубок Ланкашира (сезон 1967/1968) и одержал победу в Трофее ФА на Уэмбли (сезон 1973/1974).
Следующие 12 лет были такими же бесплодными, как и любой другой период в истории клуба. Посещаемость упала с 2000 человек до менее чем 200 за матч.
Тем не менее, в сезоне 1985/1986 появились признаки хорошей игры: положение клуба в лиге улучшилось и в течение нескольких последующих лет стадион исправно заполнялся.
Потребовалось десять лет постоянного совершенствования, как на поле, так и вне его, для достижения выхода в Футбольную Конференцию. Для этого понадобилось улучшение не только на территории стадиона, но и структуры клуба, что позволило «Моркаму» стать одним из самых прогрессивных команд конференции.
После выхода в Национальную Конференцию в сезоне 1995/96, «креветки» достигли статуса одной из ведущих команд лиги. Два раза клуб не смог повыситься в классе после выхода в плей-офф. Также в течение этого времени клуб дальше всего продвинулся в Кубке Англии (сезонах 2000/2001 и 2002/2003). В обоих случаях «Моркам» играл с «Ипсвич Таун» и проигрывал 3-0 и 4-0 соответственно.
В ноябре 2005 года, менеджер команды Джим Харви получил сердечный приступ во время игры лиги против «Кембридж Юнайтед». Клуб объявил о назначении временного менеджера, Сэмми Макилроя, давнего друга Харви. После истечения временного контракта Макилроя клуб продлил его до конца сезона. В первый же день после возвращения на пост менеджера, Харви был уволен клубом и Макилрой был назначен на постоянную должность. Это привело к вражде между давними друзьями, которая продолжается и по сей день.

### Новая эпоха клуба
20 мая 2007 года, «Моркам» впервые в своей истории вышел в Лигу 2, после победы в плей-офф Национальной Конференции над «Эксетер Сити» 2-1 на стадионе Уэмбли (присутствовало более чем 40 тысяч болельщиков).
17 июля 2007 года, руководство клуба объявило о планах к началу сезона 2009/10 перейти на новый стадион. Работы не начинались до весны 2009 года, но должны были завершится летом 2010 года.
В августе 2007 года, «Моркам» сыграл свою первую игру в Лиге 2 против «Барнета» на «Кристи парк» и заработал первые в истории очки, сыграв вничью 0-0. 14 августа 2007 года, «Моркам» сыграл свой первый матч в Кубке Лиги и неожиданно обыграл (2-1) ближайших соседей «Престон Норт Энд». В следующем раунде «креветки» ещё более неожиданно побеждают «Вулверхэмптон»(3-1) и выходят в третий раунд кубка, где уступают «Шеффилд Юнайтед». Команда заканчивает свой первый сезон в Лиге 2 на 11-м месте.
Сезон 2009/10 был последним для «Моркама» на их старом стадионе. Этот сезон они закончили на 4-м месте и вышли в плей-офф, где в полуфинале по сумме двух матчей (2-7) уступили команде «Дагенем энд Редбридж». 10 августа 2010 года, «Моркам» сыграл свой первый матч на «Глоуб Арене» в первом раунде Кубка Лиги против победителя Чемпионшипа, «Ковентри Сити». «Моркам» забивает первые 2 гола на новом стадионе и побеждает 2-0.
9 мая 2010 года, после пяти лет у руля команды, менеджер «Моркама» Сэмми Макилрой покинул клуб по обоюдному согласию. Председатель правления Питер Макгиган похвалил тренера за проделанную работу, описывая Макилроя как «лучшего тренера за время моей работы в клубе». 13 мая 2011 года, всего через 4 дня после ухода Макилроя, руководство объявило, что следующим наставником команды станет Джим Бентли. Бентли подписал контракт на два года и стал играющим тренером.
По итогам сезона 2020/21 «Моркам» занял 4-е место в Лиге 2, позволившее команде участвовать в плей-офф за право выхода в Лигу 1. В финале клуб из Моркама обыграл на стадионе «Уэмбли» «Ньюпорт Каунти» со счётом 1:0. Впервые в своей истории «креветки» вышли в третий по силе дивизионе чемпионата Англии — Лигу 1.

## Талисман команды
Талисманом «креветок» является кошка Кристи, названная в честь старого стадиона клуба «Кристи Парк». Кристи, любимый талисман болельщиков «креветок», после того, как была представлена несколько сезонов назад. Она печально известна из-за ссоры с вратарём «Дагенем энд Редбридж», Тони Робертсом, за которую Кристи была удалена с поля.

## Главные тренеры
| Даты       | Главный тренер                |
| ---------- | ----------------------------- |
| 1947—1948  | Джими Милн                    |
| 1955—1956  | Альберт Дэнтли                |
| 1956—1961  | Кен Хортон                    |
| 1961—1964  | Джо Данн                      |
| 1964—1965  | Джефф Твинтимен               |
| 1965—1969  | Кен Уотерхаус                 |
| 1969—1970  | Ронни Клейтон                 |
| 1970       | Джерри Ирвинг и Ронни Митчелл |
| 1970—1972  | Кен Уотерхаус                 |
| 1972—1975  | Дейв Робертс                  |
| 1976—1977  | Джонни Джонсон                |
| 1977—1978  | Томми Фербер                  |
| 1978—1979  | Мик Хогарф                    |
| 1979—1981  | Дон Каббедж                   |
| 1981       | Джим Томсон                   |
| 1981—1984  | Лес Ригби                     |
| 1984—1985  | Шон Галлахер                  |
| 1985—1988  | Джо Войчецовиц                |
| 1988—1989  | Билли Райт                    |
| 1989       | Лоури Миллиган                |
| 1989—1993  | Брайан Гриффитс               |
| 1994       | Лейтон Джеймс                 |
| 1994-2005  | Джим Харви                    |
| 2005—2011  | Сэмми Макилрой                |
| 2011—2019  | Джим Бентли                   |
| 2019—2021  | Дерек Адамс                   |
| 2021—2022  | Стивен Робинсон               |
| 2022—2023  | Дерек Адамс                   |
| 2023—н. в. | Гед Брэннан                   |

## Достижения
- Трофей ФА
  - Победитель: 1974
- Национальная Конференция
  - Призёр: 2003
  - Победитель плей-офф: 2007
- Кубок Футбольной Конференции
  - Победитель: 1998
- Северная Премьер-Лига
  - Призёр: 1995
- Кубок президента северной Премьер-лиги
  - Победитель: 1991-92
- Лига Ланкашира
  - Победитель: 1924-25, 1961-62, 1962-63, 1966-67, 1967-68
  - Призёр: 1925-26
- Кубок «Скотта Джинджира» Лиги Ланкашира
  - Победитель: 1926-27, 1945-46, 1964-65, 1966-67, 1967-68
  - Призёр: 1923-24, 1924-25, 1962-63
- Большой кубок Ланкашира
  - Победитель: 1967-68
  - Финалист: 1973-74
- Кубок ФА Челендж Ланкашира
  - Победитель: 1925-26, 1926-27, 1961-62, 1962-63, 1968-69, 1985-86, 1986-87, 1993-94, 1995-96, 1998-99, 2003-04
  - Финалист: 1950-51, 1987-88, 1989-90, 1994-95, 1997-98

## Лучшие выступления
- Вторая Футбольная лига Англии
  - 4-е место (победа в финале плей-офф): 2020—2021
- Кубок Англии по футболу
  - 3 тур: 1961-62, 2000-01, 2002-03
- Кубок Футбольной лиги
  - 3 тур: 2007

## Текущий состав
| 1  | Флаг Англии    | Вр  | Гарри Бергойн                          | 1996 |  |  |  |  |  |
| 25 | Флаг Англии    | Вр  | Стюарт Мур                             | 1994 |  |  |  |  |  |
|    |                |     |                                        |      |  |  |  |  |  |
| 2  | Флаг Англии    | Защ | Люк Хендри                             | 1994 |  |  |  |  |  |
| 3  | Флаг Англии    | Защ | Адам Льюис                             | 1999 |  |  |  |  |  |
| 5  | Флаг Англии    | Защ | Макс Тейлор                            | 2000 |  |  |  |  |  |
| 6  | Флаг Англии    | Защ | Джейми Стотт                           | 1997 |  |  |  |  |  |
| 14 | Флаг Англии    | Защ | Рис Уильямс ( в аренде из «Ливерпуля») | 2001 |  |  |  |  |  |
| 15 | Флаг Уэльса    | Защ | Джордж Рэй                             | 1993 |  |  |  |  |  |
| 22 | Флаг Шотландии | Защ | Росс Миллен                            | 1994 |  |  |  |  |  |
| 23 | Флаг ДР Конго  | Защ | Дэвид Тутонда                          | 1995 |  |  |  |  |  |
|    |                |     |                                        |      |  |  |  |  |  |
| 4  | Флаг Англии    | ПЗ  | Том Уайт                               | 1997 |  |  |  |  |  |

| 7  | Флаг Уэльса    | ПЗ  | Гвион Эдвардс                               | 1993 |  |  |  |  |  |
| 8  | Флаг Англии    | ПЗ  | Харви Макадам                               | 2001 |  |  |  |  |  |
| 17 | Флаг Англии    | ПЗ  | Пол Льюис                                   | 1994 |  |  |  |  |  |
| 24 | Флаг Англии    | ПЗ  | Ян Сонго'о (капитан)                        | 1991 |  |  |  |  |  |
| 28 | Флаг Уэльса    | ПЗ  | Каллум Джонс (в аренде из «Халл Сити»)      | 2001 |  |  |  |  |  |
|    |                |     |                                             |      |  |  |  |  |  |
| 9  | Флаг Барбадоса | Нап | Халлам Хоуп                                 | 1994 |  |  |  |  |  |
| 10 | Флаг Англии    | Нап | Ли Ангол                                    | 1994 |  |  |  |  |  |
| 11 | Флаг Англии    | Нап | Джордан Слю                                 | 1992 |  |  |  |  |  |
| 18 | Флаг Англии    | Нап | Бен Толлитт                                 | 1994 |  |  |  |  |  |
| 19 | Флаг Уэльса    | Нап | Маркус Дакерс ( в аренде из «Солфорд Сити») | 2003 |  |  |  |  |  |

## Трансферы 2024/25

### Лето

#### Пришли
| Позиция | Игрок            | Прежний клуб   |
| ------- | ---------------- | -------------- |
| Вр      | Гарри Бергойн*** | Шрусбери Таун  |
| Защ     | Росс Миллен***   | Рэйт Роверс    |
| Защ     | Адам Льюис***    | Ливерпуль U21  |
| Защ     | Джордж Рэй***    | Барроу         |
| Защ     | Люк Хендри***    | Брэдфорд Сити  |
| Защ     | Джейми Стотт***  | Галифакс Таун  |
| Защ     | Макс Тейлор***   | Рочдейл        |
| ПЗ      | Том Уайт***      | Барроу         |
| ПЗ      | Пол Льюис***     | Транмер Роверс |
| ПЗ      | Харви Макадам*** | Флитвуд Таун   |
| ПЗ      | Харви Макадам*** | Олдхэм Атлетик |
| ПЗ      | Харви Макадам*** | Олдхэм Атлетик |
| ПЗ      | Каллум Джонс*    | Халл Сити      |
| ПЗ      | Адам Фэрклаф     | Моркам U18     |
| Нап     | Халлам Хоуп***   | Олдхэм Атлетик |
| Нап     | Сол Фокс-Аканде  | Моркам U18     |

#### Ушли
| Позиция | Игрок                | Новый клуб        |
| ------- | -------------------- | ----------------- |
| Вр      | Адам Смит***         | Свободный агент   |
| Вр      | Джордж Педли***      | Свободный агент   |
| Защ     | Джейкоб Бедо***      | Ноттс Каунти      |
| Защ     | Фарренд Роусон***    | Аккрингтон Стэнли |
| Защ     | Джоэл Сениор***      | Бристоль Роверс   |
| Защ     | Оскар Трелкелд***    | Торки Юнайтед     |
| Защ     | Дональд Лав***       | Свободный агент   |
| Защ     | Дэвид Тутонда***     | Свободный агент   |
| Защ     | Макс Мельбурн***     | Свободный агент   |
| Защ     | Крис Стоукс***       | Свободный агент   |
| ПЗ      | Джон Маккирнан***    | Линкольн Сити     |
| ПЗ      | Джейкоб Давенпорт*** | Дерри Сити        |
| ПЗ      | Джек Тейлор***       | Свободный агент   |
| ПЗ      | Ян Сонго’о***        | Свободный агент   |
| ПЗ      | Камерон Руни***      | Свободный агент   |
| Нап     | Брэндон Баркер***    | Свободный агент   |
| Нап     | Джорди Хивула***     | Свободный агент   |
| Нап     | Кэмерон Смит***      | Свободный агент   |